# Garrotín
Der Garrotín ist ein Palo des Flamenco, das heißt eine seiner musikalischen und tänzerischen Formen.

## Geschichte
Wie auch im Fall der Farruca gibt es Autoren, die die Ursprünge des Garrotín im Norden Spaniens vermuten, so auch der bedeutende spanische Musikethnologe Manuel García Matos, der die Herkunft aus einer asturianischen Garrotiada ableitet, während andere Autoren die Ursprünge in den Provinzen León oder Valladolid verorten. Etliche Musikwissenschaftler bezweifeln diese These zur Herkunft und vermuten lokale Ursprünge in Andalusien. Da es in Andalusien mehrere Einwanderungswellen aus Nordspanien gab, sind die beiden Theorien in Einklang zu bringen: Die Einwanderer, etwa Gitanos in Lérida und Tarragona brachten die Tänze ihrer Heimat mit, und diese verschmolzen mit der Stilistik des Flamenco.
Es handelte sich ursprünglich um einen Theatertanz. Die flamencisierte Fassung schrieb José Otero 1912 in seinem Tratado de bailes dem Tänzer Faíco zu. Andere Quellen nennen einen Tänzer aus Sevilla namens Caetano oder Cayetano als Urheber.
Seine größte Popularität hatte der Garrotín in den ersten Dekaden des 20. Jahrhunderts. Bekannte Künstler wie Manuel Torre, La Niña de los Peines und Pastora Imperio nahmen ihn in ihr Repertoire auf. Modernere Interpretationen stammen von Carmen Amaya und Antonio Gades, und Gitarristen wie Rafael Riqueni verwandelten seine musikalisch schlichte Struktur in virtuose Konzertstücke.

## Musikalischer Charakter
Der Garrotín ist mit dem Tango flamenco verwandt, sein compás entspricht der Farruca. Er erklingt in Dur und folgt dem 2/4-Rhythmus des Tango. Der volksliedhaft schlichte Gesang wird traditionell von der Gitarre begleitet, im Umfeld der Copla andaluza gelegentlich aber auch durch ein Klavier oder ein Orchester.

## Verse
Die Strophen des Garrotín bestehen in der Regel aus vier achtsilbigen Zeilen. Als eine der wenigen Flamencoformen verfügt der Garrotín über einen unveränderlichen Estribillo (Kehrreim). Die nachfolgende Copla mit Kehrreim entstammt dem frühen Repertoire der berühmten Sängerin La Niña de los Peines. Einige Besonderheiten der Rechtschreibung ergeben sich hierbei aus der Phonetik des andalusischen Dialekts.
A mí me dijo mi mare

que cantara yo y no llorara

que echara la pena a un lao

ay, cuando de ti me acordara
Meine Mutter sagte mir

ich solle singen und nicht weinen

um den Schmerz zu vertreiben,.
Juan Vergillos gibt folgendes Beispiel:
Que firmeza no tendría

el querer que use en ti,

que cuando tú me olvidaste

la muerte sentí venir.

Al garrotín, al garrotán,

a la vera, vera, vera de San Juan.
Wäre sie nicht so stark,

die Liebe, die ich für dich hege

so dass, als du mich vergessen hast,

ich spürte, wie der Tod kam.

Zum Garrotín, zum Garrotán,

am Rand Rand Rand von San Juan.